# يوحنا السابع بطريرك القدس
ترأس يوحنا السابع منصب بطريرك القدس من الأعوام 964 إلى 966. أُحرق على يد حشد من المسلمين بعد أن كتب البطريرك إلى الإمبراطور البيزنطي نقفور الثاني، رسالة راجيًا منه أن يبادر باستعادة فلسطين من الخلفاء الفاطميين.